# Bournos
Bournos es una comuna francesa de la región de Aquitania en el departamento de Pirineos Atlánticos. Se encuentra situada a diez kilómetros al norte de la ciudad de Pau.
El topónimo Bournos fue mencionado por primera vez en el año 1385 con el nombre de Bornos.

## Demografía
| 354 | 365 | 393 | 366 | 382 | 403 | 386 | 365 | 354 | 329 | 308 | 306 | 292 | 300 | 242 | 243 | 230 | 214 | 201 | 191 | 184 | 200 | 191 | 196 | 181 | 176 | 179 | 160 | 159 | 191 | 231 | 257 | 277 |
| Para los censos de 1962 a 1999 la población legal corresponde a la población sin duplicidades (Fuente: INSEE [Consultar]) |     |     |     |     |     |     |     |     |     |     |     |     |     |     |     |     |     |     |     |     |     |     |     |     |     |     |     |     |     |     |     |     |